# Gobong-dong
Gobong-dong (koreanska: 고봉동) är en stadsdel i staden Goyang i provinsen Gyeonggi i den nordvästra delen av Sydkorea, 21 km nordväst om huvudstaden Seoul. Den ligger i stadsdistriktet Ilsandong-gu.